# Ojoceratops fowleri
L’ojoceratopo (Ojoceratops fowleri) è un dinosauro erbivoro appartenente ai ceratopsidi, o dinosauri cornuti. Visse nel Cretaceo superiore (inizio Maastrichtiano, circa 70 milioni di anni fa) e i suoi resti fossili sono stati ritrovati in Nordamerica (Nuovo Messico).

## Descrizione
Conosciuto solo per un cranio incompleto, questo animale doveva essere di aspetto molto simile a quello del ben noto Triceratops: corpo massiccio sorretto da zampe colonnari e possenti, coda piuttosto corta e un cranio dotato di corna e collare osseo. Rispetto a Triceratops, sembra che Ojoceratops possedesse un collare più squadrato e meno tondeggiante, con un margine liscio. È probabile, inoltre, che il collare non possedesse “finestre” e fosse di solido osso.

## Classificazione
Ojoceratops era senza dubbio uno stretto parente di Triceratops, ma alcune caratteristiche craniche fanno ipotizzare che fosse più primitivo del suo “cugino” più noto. È probabile che Ojoceratops, vissuto qualche milione di anni prima, fosse ancestrale a un ceppo di ceratopsidi evoluti, comprendenti Torosaurus, Nedoceratops, Eotriceratops e Triceratops.